# August Heimburger
August Edward Adolf Heimburger (8. april 1854 i København – 14. marts 1923 sammesteds) var en dansk xylograf.
Han var søn af kobberstikker August Heimburger og Ane Rønnebæk og kom 1868 i lære på Illustreret Tidendes xylografiske atelier og lagde det meste af sit virke på dette blad, men producerede dog også værker selvstændigt hjemme. Han udstillede på Charlottenborg Forårsudstilling 1884 og på den nordiske udstilling 1888.
Blandt hans arbejder kan nævnes et par store portrætter af Adam Oehlenschläger (1879) og H.C. Andersen (1875) med indramninger af Lorenz Frølich (følgeblade til Illustreret Tidende); desuden en del træsnit efter billeder af Carl Locher og Frederik Vermehren. Andre værker er Ved Emilie Kilde paa Strandvejen (1884) og portræt af Frederik Vermehren, efter fotografi (1891).
Han blev gift 19. april 1879 i København med Georgine Jensigne Johansen (21. april 1854 i København – 16. april 1931 sst.), som også var xylograf. Men da hans fag ikke længere gav ham og hustruen nok midler at leve af, hvad der gjaldt de fleste af datidens xylografer, var han fra 1906 til sin død desuden museumsbetjent ved Kobberstiksamlingen, hvor han i øvrigt er repræsenteret. Han er begravet på Vestre Kirkegård.